# Lattanzio (nome)
Lattanzio  è un nome proprio di persona italiano maschile.

## Varianti
- Femminili: Lattanzia[3]

### Varianti in altre lingue
- Basco: Laktantzio
- Bulgaro: Лактанций (Laktancij)
- Catalano: Lactanci
- Croato: Laktancije
- Esperanto: Laktancio
- Francese: Lactance
- Galiziano: Lactancio
- Greco moderno: Λακτάντιος (Laktantios)
- Latino: Lactantius[1][2][3]
- Lituano: Laktancijus
- Polacco: Laktancjusz
- Portoghese: Lactâncio
- Russo: Лактанций (Laktancij)
- Serbo: Лактанције (Laktancije)
- Spagnolo: Lactancio
- Tedesco: Lactantius
- Ucraino: Лактанцій (Laktancij)

## Origine e diffusione
Continua il soprannome latino Lactantius, che può essere derivato sia da lactans (participio presente di lactare, "succhiare il latte", quindi "che succhia il latte") o comunque da lac ("latte"), sia dal nome di Lactans, un'oscura divinità romana legata al nutrimento delle piante.
Di scarsissima diffusione, è ricordato principalmente per essere stato portato da Lattanzio, un apologeta cristiano del III secolo.

## Onomastico
L'onomastico può essere festeggiato il primo di novembre, festa di Ognissanti, non essendovi santi con questo nome che è quindi adespota.

## Persone
- Lattanzio, scrittore, retore e apologeta romano
- Lattanzio Gambara, pittore italiano
- Lattanzio Magiotti, medico italiano
- Lattanzio Pagani, pittore italiano
- Lattanzio Querena, pittore italiano
- Lattanzio Ragnoni, giurista e politico italiano